# Saula japonica
Saula japonica es una especie de coleóptero de la familia Endomychidae.

## Distribución geográfica
Habita en Japón.